# Тростянка (приток Свислочи)
Тростя́нка (бел. Трасця́нка; прежние названия: Ельница, Синявка и Стиклевка) — река в Беларуси, в Минске и Минском районе Минской области, левый приток реки Свислочи.
Длина реки 13 км. Средний наклон водной поверхности 2,3 м/км. Площадь водосбора 86 км². Река начинается примерно за 2,5 км (за 1 км) в направлении на северо-восток от окраины деревни Большой Тростенец. Протекает через деревни Большой и малый и впадает в Свислочь примерно за 0,7 км к югу от спортивного комплекса «Стайки» (он же «Олимпийский спортивный комплекс»). На реке расположено одноимённое водохранилище Стайки.